# Saverio Mercadante
Giuseppe Saverio Raffaele Mercadante (Altamura, 17 de setembro de 1795 — Nápoles, 17 de dezembro de 1870) foi um compositor e professor italiano.
Estudou no Conservatório de Nápoles, onde foi aluno de Zingarelli. Mais tarde, seria nomeado diretor do Conservatório, em uma escolha em que o outro nome era Donizetti. 
Suas primeiras óperas sofreram influência de Rossini, e a partir de 1835, quando passou a morar em Paris, Meyerbeer seria sua principal referência.
Sua primeira ópera foi L'Apoteosi d'Ercole (1819). 
Suas óperas mais conhecidas são Elisa e Claudio (1821), I Briganti (1836) e Orazi e Curiazi (1846).
Compôs também balés, música sacra, obras orquestrais, música de câmara, além de uma ópera em homenagem à D. Teresa Cristina, esposa de Dom Pedro II, intitulada Exulta, Oh Brasil!, canção de caráter laudatório e nacionalista, típico da época.